# Bishop Gore School
La Bishop Gore School est une école secondaire de Swansea dans le sud du Pays de Galles, fondée le 14 septembre 1682 par Hugh Gore (1613-1691), évêque de Waterford et Lismore. Elle est située à proximité de l'A4216, de Singleton Park (en) et de l'Université de Swansea. C'est la deuxième école la mieux cotée du Pays de Galles. 

## Histoire
À l'origine fondée comme une école de grammaire pour enfants pauvres, elle est d'abord désignée comme Swansea Grammar School puis Bishop Gore Grammar school et brièvement comme Bishop Gore Comprehensive School. De 1852 à 1862, elle est reconstruite puis se développe sensiblement en 1952, dans les années 1970 et 1990 avec la construction d'extensions. 
Uniquement pour garçons jusqu'en 1970, elle fusionne alors avec le lycée de filles Glanmôr School (en).

## Aujourd'hui
Elle accueille des étudiants âgés de 11 à 18 ans.  Tous portent des uniformes. Depuis septembre 2007, le chef d'établissement est Ryan Davies. 
En Janvier 2010, un rapport d'inspection a été publié qui a décerné à la Bishop Gore School les meilleures notes dans toutes les catégories.

## Anciens élèves devenus célèbres
- Martin Amis (né en 1949) : écrivain
- Donald Anderson (né en 1939) : homme politique
- Henry Bruce (1815-1895) : homme politique
- John Cadogan (en) (né en 1930) : chimiste
- Graham Chadwick (en) (1923-2007) : missionnaire
- Brian Flowers (1924-2010) : physicien
- William Grove (1811-1896) : avocat et chimiste
- Alfred Janes (en) (1911-1999) : artiste
- John Gwyn Jeffreys (1809-1885) : conchyliologiste
- Alun Wyn Jones (né en 1985) : rugbyman
- Daniel Jones (1912-1993) : compositeur
- Ernest Jones (1879-1958) : psychiatre
- Dewi Zephaniah Phillips (1934-2006) : philosophe
- Idwal Rees (1910-1991) : rugbyman
- Dylan Thomas (1914-1953) : écrivain et poète
- Wynford Vaughan-Thomas (en) (1908-1987) : journaliste